# 파트리샤 욤비
파트리샤 욤비(Patricia Yiombi, 2002년 6월 16일 ~ )는 콩고 민주 공화국 출신의 대한민국에서 활동하는 방송인이다.

## 생애
콩고 민주 공화국에서 전직 정치가 겸 외교관이었던 아버지 욤비 토나와 어머니 넬리 쿠탈라 사이에서 태어났다. 2008년 2월 13일 어머니와 형제들과 함께 대한민국으로 망명하였다.

## 학력
- 전남대학교 생활복지학과 (재학)

## 출연 작품

### 텔레비전 프로그램
| 연도   | 제목                       | 방송사            | 비고           |
| ------ | -------------------------- | ----------------- | -------------- |
| 2024   | 《아는형님》               | JTBC              | 게스트         |
| 2024   | 《혜미리예채파 2》         | ENA               |                |
| 2024   | 《연애남매》               | JTBC              |                |
| 2024   | 《싱크로유》               | KBS2              | 게스트         |
| 2023   | 《미운 우리 새끼》         | SBS               | 김종국 편 출연 |
| 2023   | 《옥탑방의 문제아들》      | KBS2              | 게스트         |
| 2023   | 《좀비버스》               | 넷플릭스          |                |
| 2023   | 《집에 있을걸 그랬어》     | SBS               |                |
| 2023   | 《혜미리예채파》           | ENA               |                |
| 2023   | 《한문철의 블랙박스 리뷰》 | JTBC              | 게스트         |
| 2022   | 《놀라운 토요일》          | tvN               | 게스트         |
| 2022   | 《신발 벗고 돌싱포맨》     | SBS               | 게스트         |
| 2022   | 《황금어장 라디오 스타》   | MBC               | 게스트         |
| 2022   | 《전지적 참견 시점》       | MBC               | 게스트         |
| 2022   | 《채널빠샤》               | 스튜디오 룰루랄라 |                |
| 2022   | 《안싸우면 다행이야》      | MBC               | 게스트         |
| 2022   | 《유 퀴즈 온 더 블럭》     | tvN               | 게스트         |
| 2025년 | 《달려라 석진》            | 유튜브            | 게스트         |

### 드라마
- 2024년 JTBC 수목드라마 《비밀은 없어》 … 성이나 역

### 광고
- 2022년 맥도날드 맥크리스피 (조나단 욤비와 함께 출연)
- 2022년 여기어때 (장기하, 민니, 마츠다 아키히로, 그렉, 이용진, 스테파니 미초바, 파비앙 코르비노와 함께 출연)
- 2022년 파고다교육그룹 파고다어학원 (조나단 욤비와 함께 출연)